# Scaevola macropyrena
Scaevola macropyrena är en tvåhjärtbladig växtart som beskrevs av I.H. Müller. Scaevola macropyrena ingår i släktet Scaevola och familjen Goodeniaceae. Inga underarter finns listade i Catalogue of Life.